# Премьер-министр Республики Абхазия
Премьер-министр Абхазии является председателем правительства (Кабинета министров) Абхазии. Может исполнять обязанности президента Абхазии в случае отстранения президента и вице-президента от должности или их смерти, отставки либо неспособности осуществлять полномочия и обязанности президента. Премьер-министр Абхазии назначается президентом.

## Список премьер-министров Абхазии
1. Важа Зарандия (1992—1993)
2. Сократ Джинджолия (1993—1994)
3. Геннадий Гагулия (1995 — 29 апреля 1997)
4. Сергей Багапш (29 апреля 1997 — 20 декабря 1999)
5. Вячеслав Цугба (20 декабря 1999 — 30 мая 2001)
6. Анри Джергения (7 июня 2001 — 29 ноября 2002)
7. Геннадий Гагулия (29 ноября 2002 — 22 апреля 2003)
8. Рауль Хаджимба (22 апреля 2003 — 6 октября 2004)
9. Нодар Хашба (6 октября 2004 — 14 февраля 2005)
10. Александр Анкваб (14 февраля 2005 — 13 февраля 2010)
11. Сергей Шамба (13 февраля 2010[1] — 27 сентября 2011)
12. Леонид Лакербая (27 сентября 2011[2] — 2 июня 2014)
13. Владимир Делба (и. о.) (2 июня 2014 — 29 сентября 2014)
14. Беслан Бутба (29 сентября 2014 — 16 марта 2015[3])
15. Шамиль Адзынба (и. о.) (16 марта 2015 — 20 марта 2015)
16. Артур Миквабия (20 марта 2015 — 26 июля 2016[4])
17. Шамиль Адзынба (и. о.) (26 июля 2016 — 5 августа 2016)
18. Беслан Барциц (5 августа 2016  — 25 апреля 2018[5])
19. Геннадий Гагулия (25 апреля 2018 года — 8 сентября 2018[6])
20. Даур Аршба[англ.] (и. о.) (с 8 сентября 2018 года[7] — 18 сентября 2018)
21. Валерий Бганба (18 сентября 2018[8] — 23 апреля 2020)
22. Александр Анкваб (23 апреля 2020 — 19 ноября 2024)
23. Валерий Бганба (и. о.) (19 ноября 2024 — 3 апреля 2025)
24. Владимир Делба (с 3 апреля 2025 — н. в.)